# Colaptes naroskyi
Colaptes naroskyi es una especies de ave extinta que integra el género Colaptes, de la familia de los comúnmente denominados pájaros carpinteros. Tuvo una amplia distribución temporal y geográfica en la región centro-oriental del Cono Sur de Sudamérica. 

## Taxonomía
Descripción original
Esta especie fue descrita originalmente en el año 2017 por los paleontólogos Federico Lisandro Agnolín y Guillermo Jofré, constituyéndose en la primera especie extinta entre los Piciformes sudamericanos en ser publicada.
Localidad tipo
La localidad tipo referida es: “Yacimiento ‘La Curva del Chancho’, en las coordenadas: 34°40′50″S 58°48′34″O / -34.68056, -58.80944, a orillas del río Reconquista, a unos 300 m al sur del puente Cascallares, en la localidad de Agustín Ferrari, partido de Merlo, provincia de Buenos Aires, Argentina”.
Holotipo
El ejemplar holotipo designado es el catalogado como: MFJM 00639; se trata de un esqueleto incompleto y parcialmente articulado. Fue depositado en la colección del museo Francisco Javier Muñiz (MFJM), ubicado en el partido de Moreno, provincia de Buenos Aires, Argentina.
Etimología
Etimológicamente, el término genérico Colaptes deriva de la palabra en idioma griego: kolapto, que significa ‘picotear’, ‘herir la corteza’, en referencia a los hábitos tróficos de estas aves.
El epíteto específico naroskyi es un epónimo que refiere al apellido de la persona a quien fue dedicada, el ornitólogo y naturalista argentino Samuel “Tito” Narosky, uno de los precursores y promotores de la observación y conservación de las aves y sus hábitats.
Otros materiales referidos, procedencias estratigráficas y edades atribuidas
- MFJM  00633, húmero derecho, completo;
- MFJM 00638, extremo distal de húmero derecho; ambos fueron colectados por Guillermo Jofré y comparten la procedencia geográfica y estratigráfica del ejemplar holotipo.
- MLP 64‐VII31‐1, húmero izquierdo, completo. Procede del Ensenadense, Pleistoceno inferior-medio (1 200 000 a 400 000 años AP) de la localidad de punta Hermengo, partido de General Alvarado, en el sudeste de la provincia de Buenos Aires, Argentina.[3][4]
- MNHN 1631, carpometacarpo derecho, completo. Procede de la formación Libertad (Pleistoceno tardío (126 000 a 11 000 años AP) de Uruguay.[5]

Estratigráficamente, los estratos portadores del holotipo —y de los ejemplares de la misma localidad— corresponden al miembro Jáuregui, de edad Pleistoceno superior temprano (75 000 a 30 000 años AP), siendo asignados al “Belgranense continental”, “Lujanense inferior” o “Bonaerense tardío”.
En sintonía con el esquema paleoambiental propuesto a nivel regional, los estratos portadores se habrían depositado en un contexto de ambientes abiertos áridos a semiáridos de tipo estepario, desarrollados durante ciclos con precipitaciones marcadamente inferiores a las actuales.

## Características
De entre todas las especies de Colaptes, Colaptes naroskyi es la de mayor tamaño corporal. Sus patas son extremadamente largas, con una longitud equiparable a las de Campephilus magellanicus, pero de proporciones notoriamente gráciles.

## Distribución geográfica, hábitat y costumbres
Colaptes naroskyi habitó en el sector centro-este del Cono Sur de América del Sur, en lo que hoy es el centro-oriente de la Argentina y el Uruguay.
Las patas largas y gráciles son posiblemente una adaptación a hábitos caminadores, en ambientes esteparios abiertos, alimentándose mayormente en el suelo, con hábitos semejantes a C. campestris, C. campestroides, C. rupicola, etc., por lo que se postuló que Colaptes naroskyi podría pertenecer a este linaje dentro de Colaptes especializado en este tipo de hábitat, siendo aún más caminador y, por los rasgos de sus alas, con una capacidad de vuelo inferior respecto a dichas especies vivientes.